# 23A-12V-Batterie

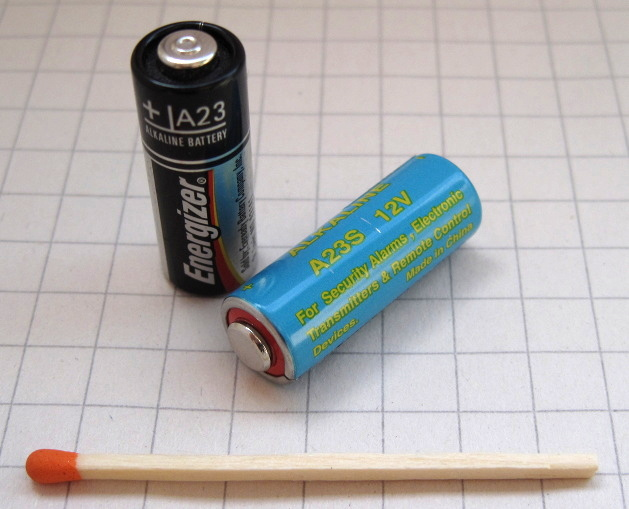
23A-Batterien

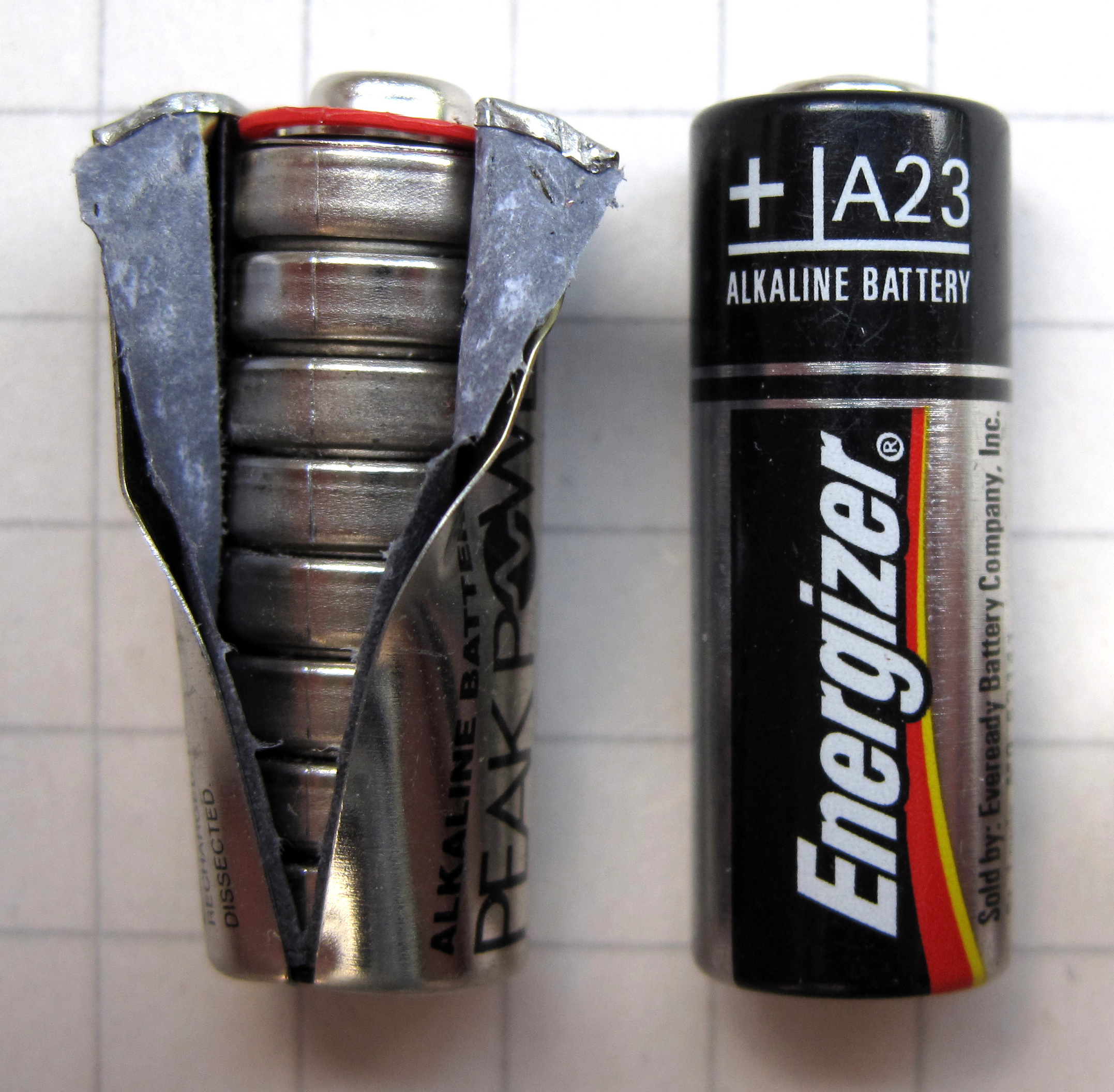
Links eine geöffnete A23-Batterie mit den acht LR932-Zellen

Die 23A-12V-Batterie, auch als A23, A23G, A23S, 23A, CN23A, EL12, E23A, V23A, VA23A, V23PX, V23GA, VR22, L1028, LR23A, LRV08, MS21/MN21, MN21 oder G23A bekannt, ist eine Trockenbatterie, die vor allem in kleinen elektronischen Funkgeräten, wie Funktüröffnersystemen für Fahrzeuge, „drahtlosen“ Lichtschaltern und Türklingel-Tastern, Garagentoröffnern, Kamerafunkauslösern und Bluetooth-Headsets vorkommt.
Eine 23A-Batterie ist zylindrisch und kleiner als eine AAA-Batterie. Sie misst 28,5 mm Länge und 10,3 mm Durchmesser und hat ein typisches Gewicht von ca. 8 g. Eine 23A-Batterie ist eine 8-Zellen-Batterie mit einer Nennspannung von 12 V. Die höhere Spannung ist unter anderem bei kleineren und älteren Funkfernsteuerungen wie Garagentoröffnern ohne eingebauten Gleichspannungswandler notwendig. Die Batterie hat eine Kapazität von rund 40 mAh. Das entspricht der typischen Kapazität von Knopfzellen dieser Größe.
23A-Batterien bestehen aus acht einzelnen 1,5-V-Alkali-Mangan-Knopfzellen vom Typ LR932, die in eine Hülle eingeschlossen werden. Die Zellen können nach Entfernen der Hülle einzeln entnommen werden.
Eine Aufladung dieser Batterien ist normalerweise nicht möglich und der Versuch, sie zu laden, kann zu einer Erwärmung und im schlimmsten Fall zu einer Explosion von Zellen führen.
Einige ältere Batterien enthielten Quecksilber.